# Синагога Бродського
Синаго́га Лазаря Бро́дського (їд. די בראדסקי שול אין קיעוו) — центральна синагога Києва.

## Історія
У 1890-х роках у власника декількох цукрових заводів і мецената Лазаря Бродського назріла ідея будівлі своєї власної хоральної синагоги. Отримавши навесні 1897 року дозвіл у сенату Російської імперії, її відкрили 24 серпня 1898 року до п'ятдесятиріччя з дня народження Бродського.
Зведена була синагога за проєктом інженера Георгія Шлейфера. Його другий будинок в Києві — драматичний театр Соловцова (зараз Національний академічний драматичний театр імені Івана Франка). Протягом одного року найкраща в місті будівельна контора Лева Гінзбурга виконала усі роботи, які обійшлися приблизно в 150 тисяч рублів. На урочистому відкритті та освяченні новобудови були присутні губернатор Федір Трепов, міський голова Степан Сольський, купецький староста Микола Чоколов та інша влада міста.
У 1926 році синагогу закрили: будинок став клубом, потім — політшколою і військово-санітарним гуртком, а також школою кройки. У 1955 році приміщення надали Київському академічному театру ляльок‎. Після цього з фасаду приміщення були зняті всі релігійні орнаменти, які б нагадували жителям міста про колишню синагогу.
Будинок багато разів проходив реконструкцію. Проведена в середині 1970-х років реконструкція істотно змінила будинок: був добудований фасад і перебудований верхній поверх.
Після виходу в 1992 році Указу Президента України про повернення релігійним громадам культових будинків, що належали їм, уперше за багато років єврейська релігійна громада змогла відсвяткувати Хануку в синагозі Бродського. У 1997 році після клопотань Всеукраїнського єврейського конгресу театр ляльок переселили.
У 2008 році єврейська громада святкувала 110-річчя синагоги.

## Галерея

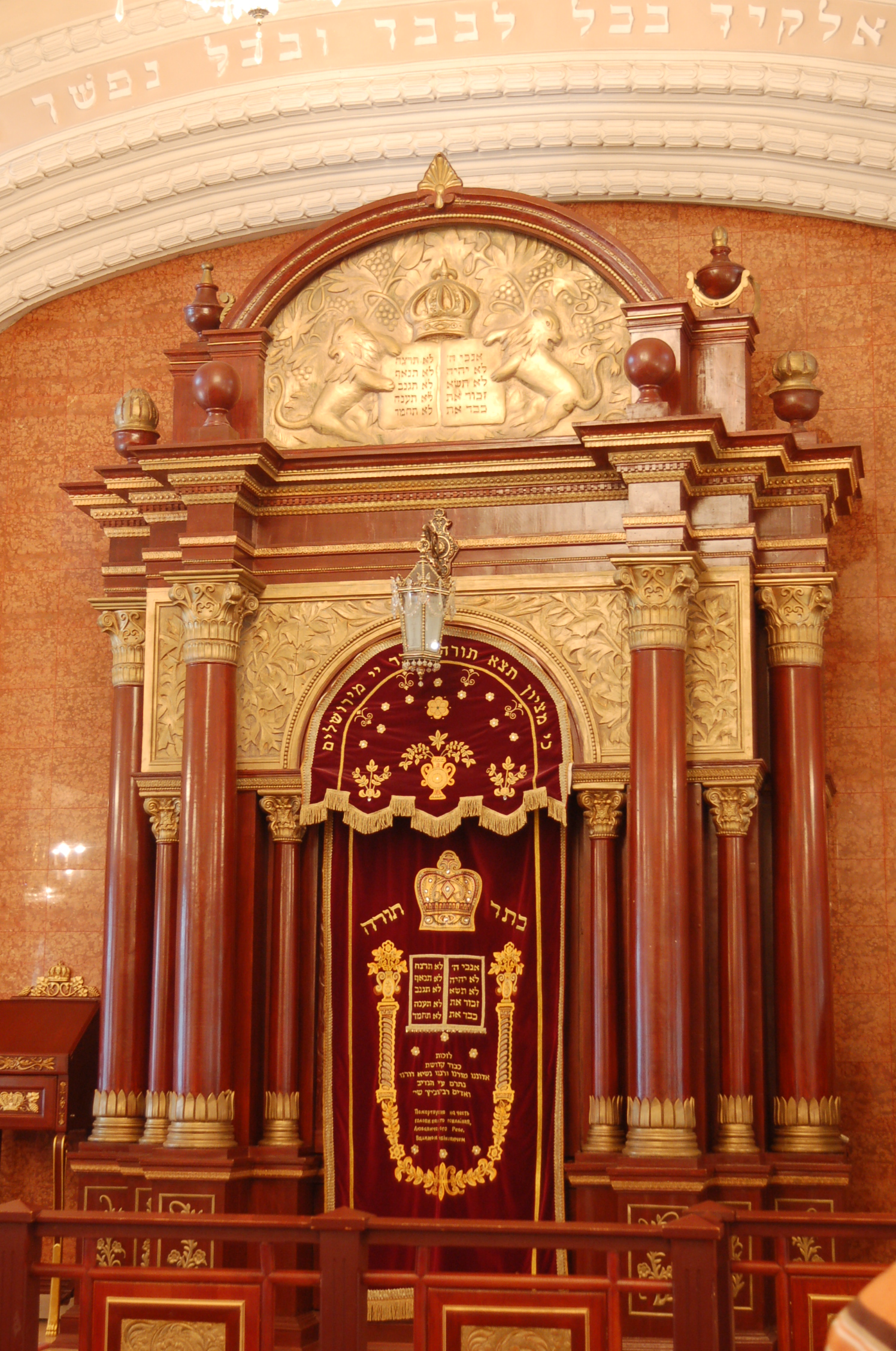
Інтер'єр
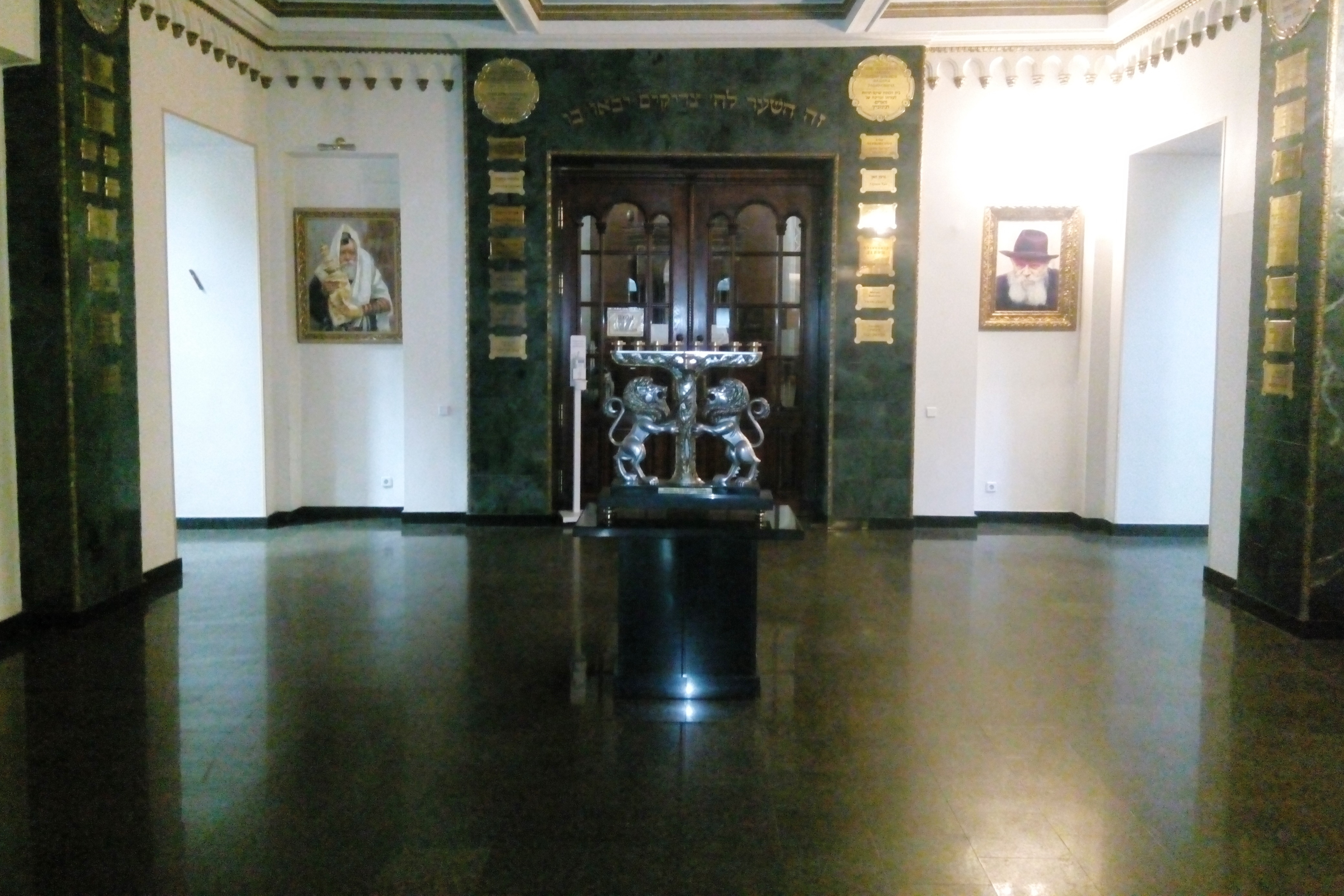
Інтер'єр
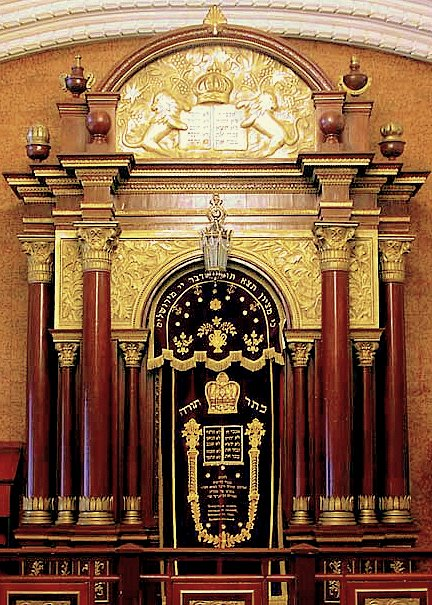
Арон Га-кодеш
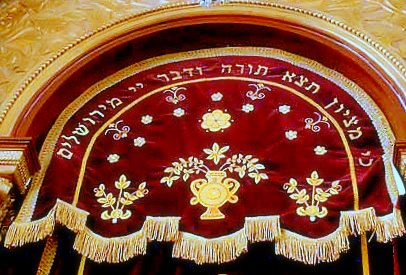
Капорет перед Ковчегом Заповіту
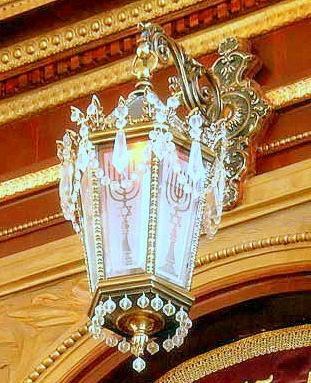
Лампада
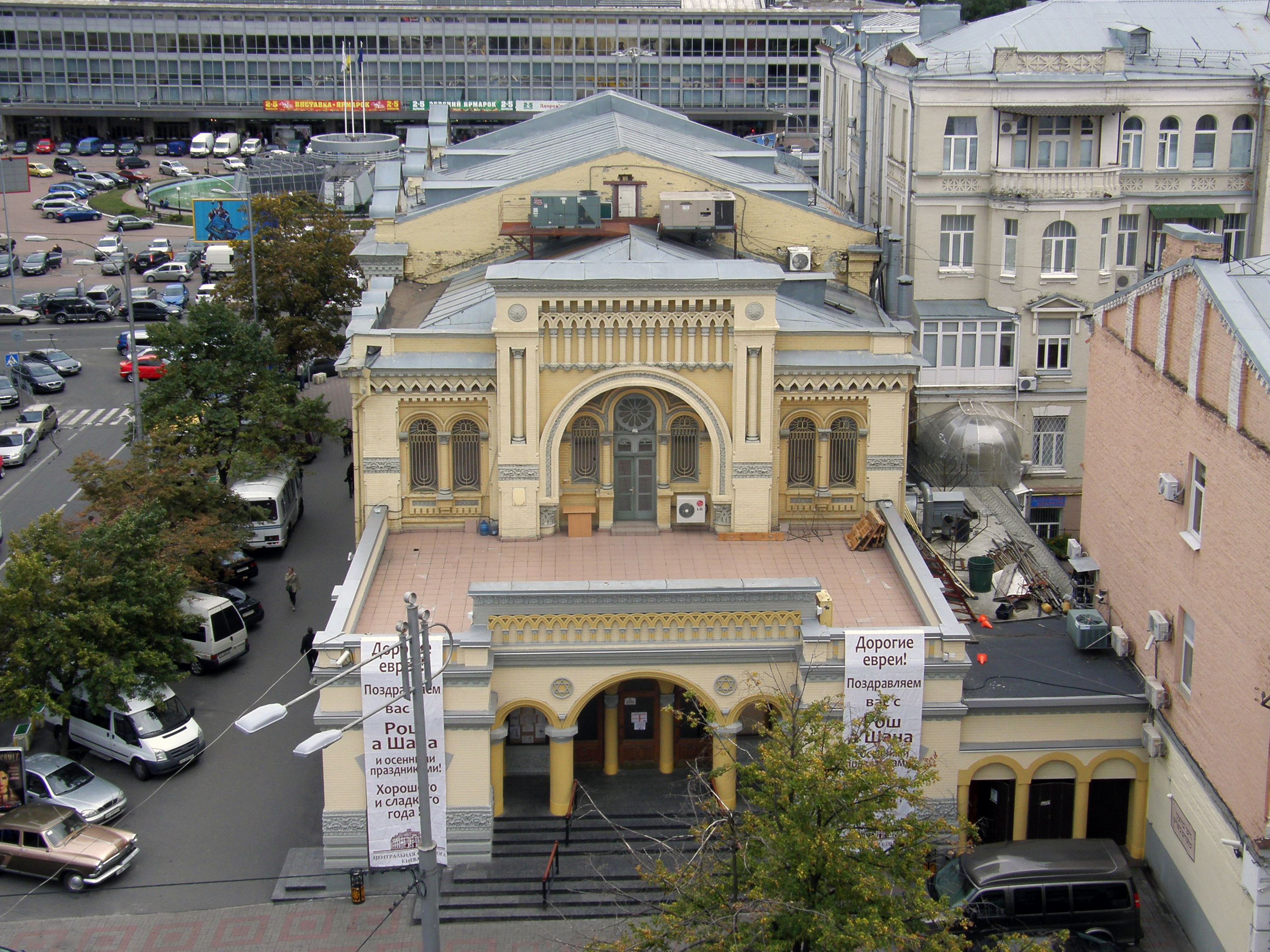
з вулиці Шота Руставелі
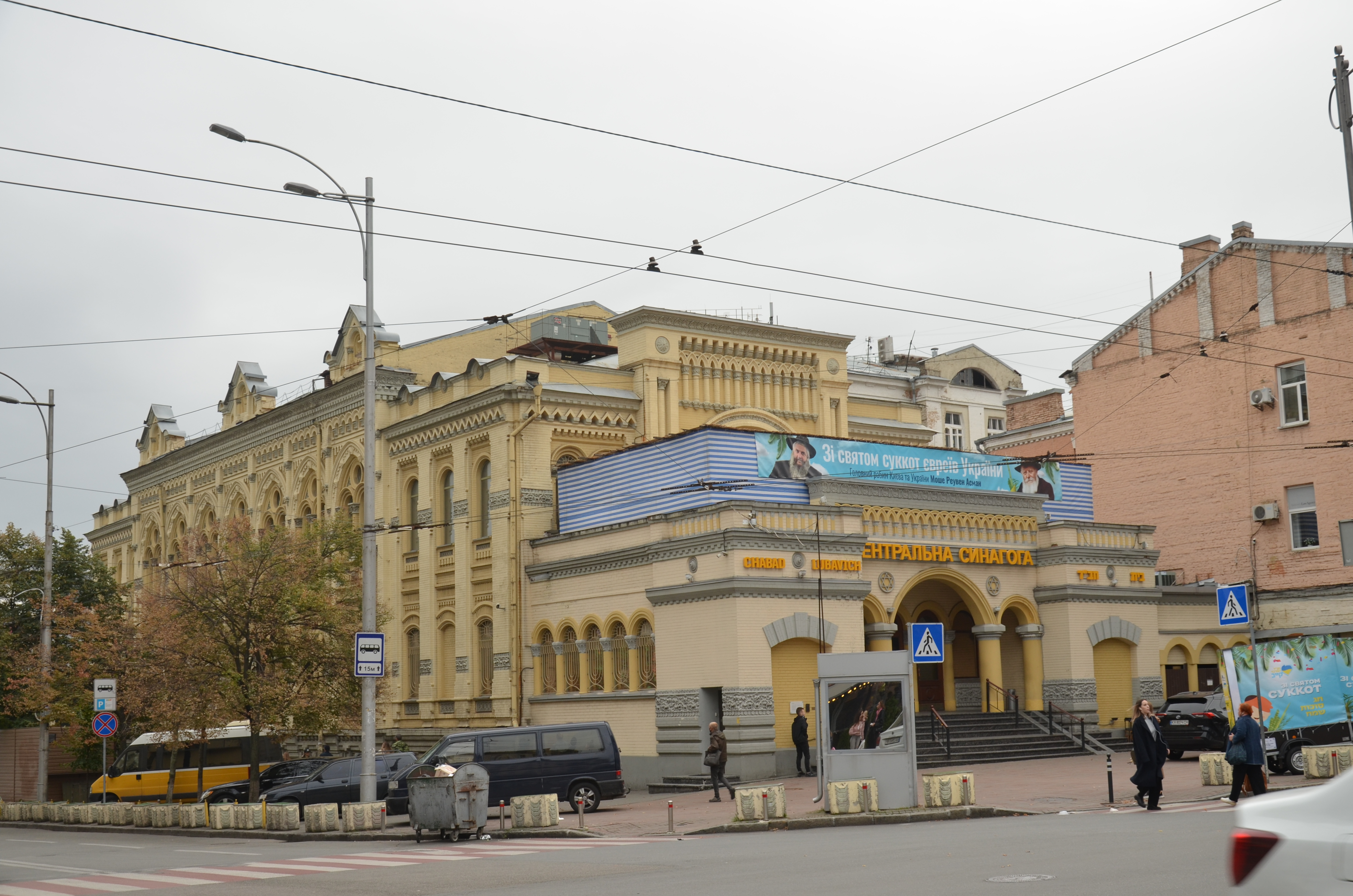
Сучасний вигляд
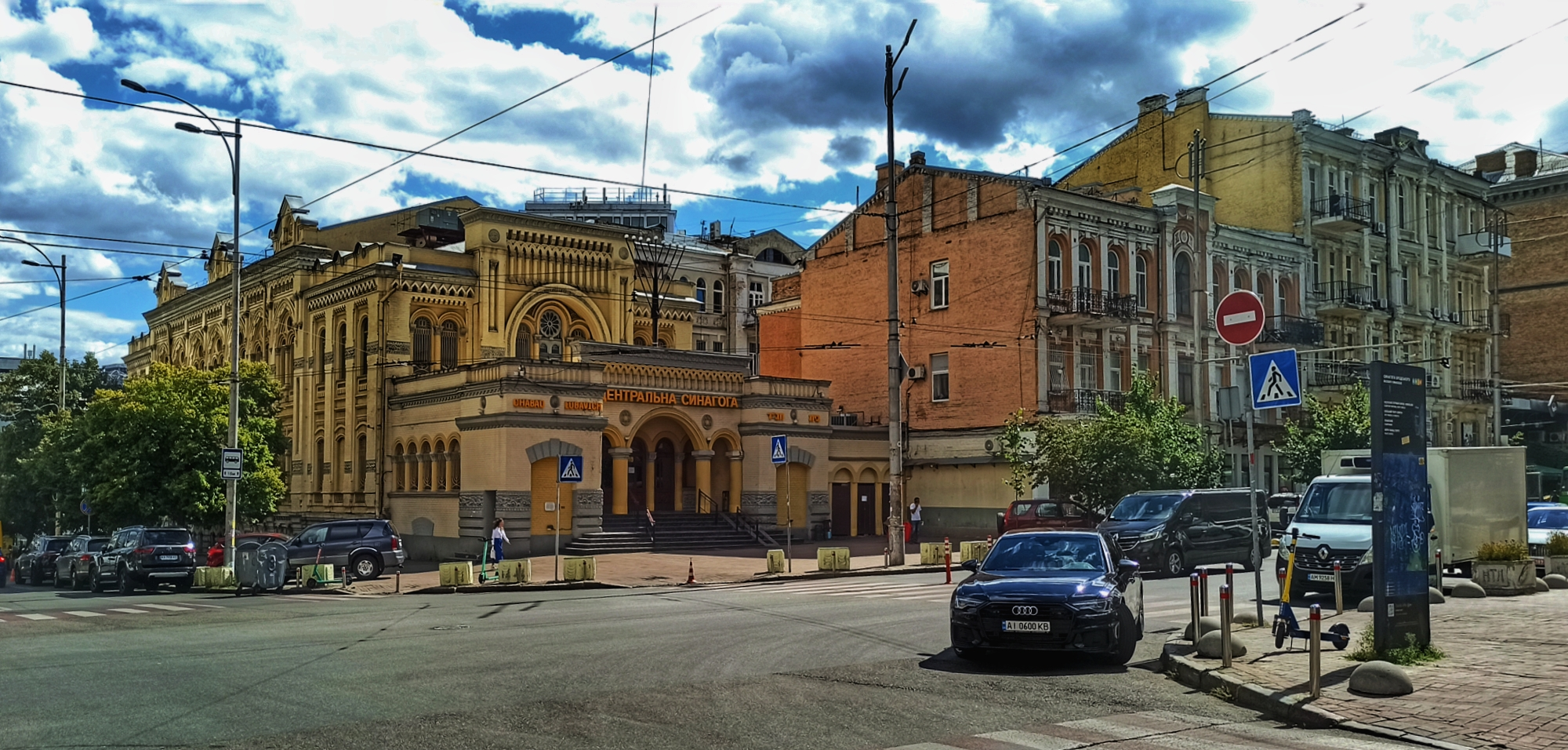
Сучасний вигляд